# Криничне (Ізюмський район)
Крини́чне — село в Україні, у Балаклійському районі Харківської області. Населення становить 127 осіб. До 2020 орган місцевого самоврядування — Міловська сільська рада.

## Географія
Село Криничне знаходиться на березі річки Сіверський Донець, за 2 км від с. Мілова.

## Історія
За переписом 1732 року «новоутворена слобідка Кринична» закріплена за Балаклійським сотником Степаном Михайловичем Лесаневичем, число чоловічих душ 204.
За даними на 1864 рік у казеній слободі Шебелинської волості Зміївського повіту мешкало 85 осіб (40 чоловічої статі та 45 — жіночої), налічувалось 15 дворових господарств.
Село постраждало внаслідок геноциду українського народу, проведеного урядом СССР в 1932—1933 роках, кількість встановлених жертв в Лагерях, Липцях, Крейдянці та Криничному — 661 людина.
Під час Німецько-радянської війни село Криничне було повністю зруйновано і заново відбудоване після війни.
12 червня 2020 року, відповідно до Розпорядження Кабінету Міністрів України  № 725-р «Про визначення адміністративних центрів та затвердження територій територіальних громад Харківської області», увійшло до складу Балаклійської міської територіальної громади.
19 липня 2020 року, в результаті адміністративно-територіальної реформи та ліквідації Балаклійського району, село увійшло до складу новоутвореного Ізюмського району.

## Населення

### Мова
Розподіл населення за рідною мовою за даними перепису 2001 року:
| Мова       | Кількість | Відсоток |
| ---------- | --------- | -------- |
| українська | 108       | 85.04%   |
| російська  | 17        | 13.39%   |
| білоруська | 2         | 1.57%    |
| Усього     | 127       | 100%     |

## Економіка
- Садово-городнє товариство «Криниця».

## Також
- Перелік населених пунктів, що постраждали від Голодомору 1932-1933, Харківська область